# Berkant Göktan
Berkant Göktan (* 12. Dezember 1980 in München) ist ein ehemaliger deutschtürkischer Fußballspieler, der in der Bundesliga für vier Vereine spielte.

## Karriere

### Vereine
Nach zwei Jahren bei Helios München wechselte Göktan mit neun Jahren in die Jugendabteilung des FC Bayern München und blieb dort bis zu seinem 18. Lebensjahr. Danach (bis 2001) gehörte er dem Profikader an und debütierte am 4. Oktober 1998 (7. Spieltag) beim 2:2-Unentschieden gegen Borussia Dortmund in der Bundesliga, als er in 78. Minute für Thorsten Fink eingewechselt wurde. Für die Bayern bestritt er sein erstes Pflichtspiel allerdings schon am 30. September 1998 beim 2:2-Unentschieden gegen Manchester United im Heimspiel der Vorrunde der Champions League, als er für Hasan Salihamidžić in der 63. Minute eingewechselt wurde.
Nach fünf Ligaspielen für Borussia Mönchengladbach (21. Februar bis 4. Mai 1999) und 14 für Arminia Bielefeld in der Saison 1999/2000, für die er auf Leihbasis aktiv war, kehrte er zu den Bayern zurück und bestritt ein weiteres Bundesligaspiel und 28 Regionalliga-Spiele (12 Tore) für die Amateurmannschaft.
Von 2001 bis 2005 spielte er in der Türkei; zunächst für Galatasaray Istanbul, mit dem er nach seiner ersten Saison (21 Spiele; 5 Tore) den Meistertitel gewann und ab 2004 für Beşiktaş Istanbul. Im August 2005, kurz nach Saisonbeginn, kehrte er nach Deutschland zurück und unterschrieb beim 1. FC Kaiserslautern.
Für die Bundesligamannschaft bestritt er (bis 5. April 2006, infolge der vorzeitigen Vertragsauflösung) nur sieben Spiele und für die zweite Mannschaft nur ein Spiel in der Regionalliga Süd. Nach einem halben Jahr ohne Verein erhielt er beim Zweitligisten TSV 1860 München einen ab 1. September 2006 gültigen Vertrag. Zunächst für die zweite Mannschaft (bis 2008: 14 Spiele; 1 Tor) mit Ziel seines Aufbaus verpflichtet, drängte er mit seinen Leistungen in die Erste und erhielt ab dem 3. November 2006 auch seinen ersten Einsatz in dieser. In der Rückrunde gelang ihm mit 10 Toren in 12 Spielen der Durchbruch. Am Ende der Saison wurde er von den Fans des TSV 1860 mit fast 50 Prozent der Stimmen zum Löwen der Saison 2006/07 gewählt. In der Folgesaison – Göktan erhielt im April 2007 eine Vertragsverlängerung bis 2009 – kam er 24 Mal zum Einsatz und traf zehnmal. Kurz vor seiner dritten Saison wurde sein Vertrag abermals (bis 2011) verlängert, doch im Juli 2008 verletzte sich Göktan an der Fußsohle, als er barfuß auf eine Glasscherbe trat. Die Wunde entzündete sich und musste operativ behandelt werden. Die Verletzungspause dauerte jedoch verhältnismäßig lang an, sodass Gerüchte über ein Suchtproblem Göktans aufkamen. Am 21. Oktober 2008 wurde Göktans Vertrag schließlich aufgrund nachgewiesenen Kokainmissbrauchs fristlos gekündigt und er wurde vom DFB für ein Jahr gesperrt. Im Sommer 2009 wurde ihm eine Rückkehr zum TSV 1860 angeboten, die er jedoch ablehnte.
Anfang 2010 unterschrieb Göktan, der seit Herbst 2009 mit einer Thailänderin verheiratet ist, einen Vertrag beim thailändischen Erstligisten Muangthong United. Bis zur endgültigen Trennung vom Verein Ende Juli 2012 bestritt Göktan kein Pflichtspiel – auch nicht die beiden Qualifikationsspiele zur AFC Champions League 2010, da er aufgrund der abgelaufenen Meldefrist am 30. Dezember 2009 noch nicht spielberechtigt war. Nach rund zwei Jahren ohne Einsatz in Thailand, wo er sogar für längere Zeit lediglich mit dem Reserveteam von Muangthong United trainieren durfte, kehrte Göktan im Sommer 2012 nach München zurück und war zunächst vereinslos. Nachdem sich zunächst ein Karriereende abzeichnete, befand sich Göktan dann seit Herbst 2012 Presseberichten zufolge wieder aktiv auf Vereinssuche.

Im März 2013 schloss sich Göktan dem viertklassigen Regionalligisten SV Heimstetten an, in der Hoffnung, in absehbarer Zeit die Spielberechtigung zu erhalten. Im Mai 2013 verpflichtete ihn der Verein, für den er am 27. Oktober 2013 (20. Spieltag) bei der 0:5-Niederlage im Auswärtsspiel gegen den FC Bayern München II, in der 83. Minute eingewechselt, debütierte. Es war sein erstes Ligaspiel nach über fünf Jahren (zuletzt am 18. Mai 2008) seit seinem Wechsel nach Thailand. Jedoch sollte der Kurzeinsatz gegen die „kleinen Bayern“ auch sein einziges Spiel für den SV Heimstetten bleiben, denn bereits zum 6. Februar 2014 wurde das Vertragsverhältnis zwischen Verein und Spieler in beidseitigem Einvernehmen aufgelöst. Laut Verein waren die Gründe für die Vertragsauflösung „allein im privaten Bereich des Spielers“ zu suchen. Göktan, der bereits an den Tagen vor der Vertragsauflösung nicht mehr zum Training erschienen war, beendete wenig später seine Karriere.

### Nationalmannschaft
Göktan spielte zwischen 1998 und 2001 29 Mal für die U-21-Nationalmannschaft der Türkei und erzielte 10 Tore. Er debütierte am 4. September 1998 beim 2:0-Sieg über Nordirland, als er zur 2. Halbzeit für Nihat Kahveci eingewechselt wurde. Sein erstes Länderspiel-Tor erzielte er am 9. Oktober 1998 in İzmit beim 2:0-Erfolg über die Auswahl Deutschlands. Gegen Mazedonien (4:1; am 27. März 2001) und Aserbaidschan (3:0; am 1. Juni 2001) gelangen ihm jeweils zwei Treffer in einem Spiel. Sein letztes Länderspiel bestritt er am 13. November 2001 beim 2:1-Sieg über die Auswahl Griechenlands.

### Nach der aktiven Karriere
Nach dem Ende seiner aktiven Karriere blieb Göktan den Medien fern und meldete sich erst im Oktober 2019 in einem Interview mit Sport1 zurück. In diesem beleuchtete er offen seine intensive Kokain- und Alkoholabhängigkeit: „Es war Dummheit und Gier. Es war eine Sache, die ich als junger Mensch ausprobiert habe und an der ich dann hängen geblieben bin. Mich hat es komplett zerstört, und zusätzlich hat auch das Image des Vereins sehr stark gelitten. Ich habe den Erfolg bei Sechzig damals nicht verarbeiten können. Es ging alles zu schnell. Es war die Gier, es waren falsche Freunde. Wenn man einmal Drogen nimmt, möchte man es nochmal versuchen. Man kann nicht aufhören. Ich habe sehr lange exzessiv getrunken (...) Ich habe mich einfach zu Hause eingesperrt und die Drogen und den Alkohol allein für mich konsumiert.“ Auch seine Mitspieler hätten damals gemerkt, dass er betrunken zum Training erschienen sei. Gegenwärtig lebt Göktan mit seiner Frau und zwei Kindern wieder in München bei seinen Eltern und Brüdern. Der Hauptgrund für die Rückkehr sei sein Sohn, der Autist ist und in Deutschland besser gefördert werden könne.

## Erfolge
- Deutscher Meister 2001 (mit dem FC Bayern München)
- Champions-League-Sieger 2001 (mit dem FC Bayern München)
- Türkischer Meister 2002 (mit Galatasaray Istanbul)